# Cykl Diesla

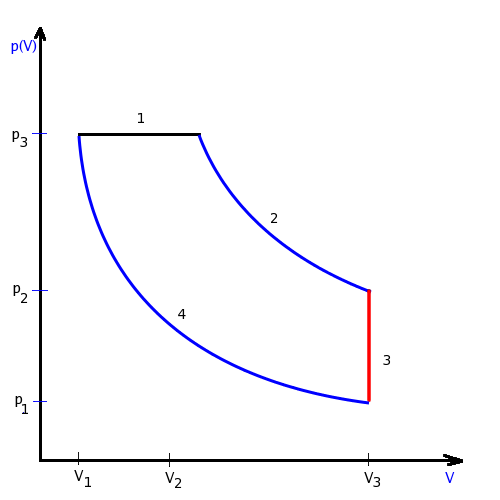
Obieg Diesla w układzie p-V

Cykl Diesla (obieg Diesla) – prawobieżny obieg termodynamiczny złożony z czterech następujących po sobie przemian charakterystycznych: dwóch adiabat odwracalnych (będących jednocześnie izentropami), izobary i izochory. Obieg Diesla jest obiegiem porównawczym silnika wysokoprężnego o zapłonie samoczynnym (ZS) (silnika Diesla). Natomiast obieg Seiligera-Sabathé jest obiegiem porównawczym dla silników tłokowych wysokoprężnych o zapłonie samoczynnym, w których paliwo wtryskiwane jest za pomocą wtryskiwaczy.

## Opis cyklu
Cykl Diesla składa się z następujących procesów:
1. izobaryczne (przy stałym ciśnieniu) ogrzewanie czynnika w wyniku spalania paliwa; jednocześnie występuje ekspansja czynnika od objętości {\displaystyle V_{1}} do objętości {\displaystyle V_{2},}
2. adiabatyczne rozprężanie (adiabata odwracalna) od ciśnienia {\displaystyle p_{3}} do ciśnienia {\displaystyle p_{2},}
3. izochoryczne chłodzenie przy objętości {\displaystyle V_{3},}
4. adiabatyczne sprężanie (adiabata odwracalna) od ciśnienia p1 do ciśnienia {\displaystyle p_{3}.}

## Sprawność cyklu
{\displaystyle \eta =1-{\frac {c_{v}}{c_{p}}}\left({\frac {V_{2}}{V_{3}}}\right)^{\kappa -1}{\frac {1-\left({\frac {V_{1}}{V_{2}}}\right)^{\kappa }}{1-{\frac {V_{1}}{V_{2}}}}},}
gdzie:
{\displaystyle c_{v}} – ciepło właściwe gazu w przemianie izochorycznej,
{\displaystyle c_{p}} – ciepło właściwe gazu w przemianie izobarycznej,
{\displaystyle \kappa } – stała zależna dla danego gazu w przemianie adiabatycznej (zwana wykładnikiem adiabaty) {\displaystyle pV^{\kappa }=\mathrm {const} .} Dla gazu doskonałego {\displaystyle \kappa =c_{p}/c_{v}.}
Nie jest to najlepsza sprawność (lepszą ma cykl Carnota). Jest również niższa niż sprawność cyklu Otta przy tym samym stopniu sprężania. W praktyce jednak silniki realizujące cykl Diesla mają znacznie wyższe wartości stopnia sprężania, niż silniki realizujące cykl Otta, dlatego ich sprawność jest wyższa.